# Milano-Torino 1917
La Milano-Torino 1917, decima edizione della corsa, si svolse il 6 ottobre 1917 su un percorso di 186,8 km. La vittoria fu appannaggio dello svizzero Oscar Egg, che completò il percorso in 6h12'00", precedendo gli italiani Leopoldo Torricelli e Luigi Lucotti.

## Ordine d'arrivo (Top 10)
| Pos. | Corridore           | Squadra | Tempo    |
| ---- | ------------------- | ------- | -------- |
| 1    | Oscar Egg           | Bianchi | 6h12'00" |
| 2    | Leopoldo Torricelli | Maino   | s.t.     |
| 3    | Luigi Lucotti       | Bianchi | s.t.     |
| 4    | Arturo Ferrario     | -       | s.t.     |
| 5    | Romeo Poid          | -       | s.t.     |
| 6    | Mario Santagostini  | -       | s.t.     |
| 7    | Costante Girardengo | Bianchi | s.t.     |
| 8    | Costantino Costa    | -       | s.t.     |
| 9    | Alfredo Sivocci     | Dei     | s.t.     |
| 10   | Angelo Gremo        | Bianchi | a 2'00"  |